# Balthasar (Sagan)
Balthasar von Sagan († 15. Juli 1472 in Priebus) war 1439 bis 1461 und 1467 bis 1472 Herzog von Sagan und Söldnerführer des Deutschen Ordens. In den kriegerischen Auseinandersetzungen zwischen der Stadt Breslau und dem böhmischen König Georg von Podiebrad, dem Breslau zunächst die Huldigung verweigerte, kämpfte er als Breslauer Feldhauptmann. Er entstammte dem Glogauer Zweig der Schlesischen Piasten. 

## Leben
Balthasar war der älteste Sohn des Herzogs Johann I. von Sagan und der Scholastica von Sachsen-Wittenberg (1391–1463), einer Tochter des Kurfürsten Rudolf III. Er war in erster Ehe mit einer Agnes verheiratet, deren Herkunft nicht bekannt ist und die 1460 starb. Dieser Ehe entstammte die einzige Tochter Anna, die 1463 im Kindesalter starb und im Kloster Nienburg beigesetzt wurde. 1469 vermählte sich Balthasar in zweiter Ehe mit Barbara, einer Tochter des Teschener Herzogs Boleslaus II.
Balthasar war, wie auch sein Vater und seine Brüder Rudolf und Johann II., Heerführer des Deutschritterordens. Nach dem Tode des Vaters 1439 übernahm er zusammen mit dem zweitgeborenen Bruder Rudolf die Regentschaft über das Herzogtum Sagan und zugleich die Vormundschaft über die jüngeren Brüder Wenzel und Johann. Nach der 1449/50 erfolgten Teilung erhielt Balthasar zusammen mit seinem Bruder Rudolf den Saganer Anteil. Zudem musste er sich verpflichten, für die finanzielle Ausstattung seiner verwitweten Mutter und seiner Schwestern zu sorgen. Der jüngste Bruder Johann II. erhielt das Priebuser Land, das erst seit 1413 zum Herzogtum Sagan gehörte. Er wurde verpflichtet, für den drittgeborenen Bruder Wenzel aufzukommen, der an einer Behinderung litt. Da sie nur über ein bescheidenes Einkommen verfügten, mussten Balthasar, Rudolf und Johann II. in fremde Kriegsdienste eintreten. Zudem schlossen sie in Fortsetzung der Politik ihres Vaters 1446 ein Schutz- und Trutzbündnis mit dem Kurfürsten Friedrich II. von Sachsen.
Nachdem Balthasars Bruder Rudolf 1454 für den Deutschen Orden in der Schlacht von Konitz gefallen war, gehörte das Herzogtum Sagan Balthasar allein. Ab 1455 kämpfte er mit einer eigenen Söldnerschaar für den Deutschen Orden in Preußen. Nach der Rückkehr trat er am 19. April 1458 einem Bund bei, der sich gegen Georg von Podiebrad bzw. das böhmische Wahlkönigtum wandte und nur einen rechtgläubigen König anerkennen wollte. Mitglieder des Bundes waren neben Balthasar und seinem Bruder Johann II. die Herzöge Konrad d.j.W. von Oels und Heinrich IX. d. Ä. von Glogau, der Breslauer Bischof Jodok und das Domkapitel sowie die Erbfürstentümer Breslau und Schweidnitz-Jauer. Im selben Jahr schlossen sie in Görlitz einen weiteren Bund gegen Georg von Podiebrad, dem auch die Stadt Breslau sowie Sachsen angehörten. 1460 wurde Balthasar von der Stadt Breslau als deren Feldhauptmann im Kampf gegen Georg von Podiebrad eingesetzt. Obwohl am 13. Januar 1460 unter Einschaltung des päpstlichen Legaten Hieronymus von Kreta ein Frieden zwischen König Georg und der Stadt Breslau vereinbart worden war, war Balthasar in diesen Frieden nicht eingeschlossen, da er weiterhin König Georg den Gehorsam verweigerte. Vermutlich deshalb belehnte dieser am 19. März 1461 Balthasars Bruder Johann II. mit Sagan, der bis dahin in Priebus residierte. Nachdem Johann II. von königlichen Hauptleuten in Sagan eingeführt wurde, begab sich Balthasar zu Friedrich II. von Brandenburg, von dem er sich vergeblich Unterstützung erhoffte. Deshalb begab er sich zu König Georg nach Prag, bei dem er ebenfalls kein Gehör fand, weshalb er anschließend in der Hoffnung auf päpstliche Hilfe nach Rom wanderte. Nach seiner Rückkehr nach Breslau im Februar 1463 beabsichtige der päpstliche Legat, einen Prozess gegen Balthasars Bruder Johann II. anzustrengen, um die Rückgabe Sagans an Balthasar zu erzwingen. Der Prozess wurde jedoch durch Bischof Jodok vereitelt, so dass Balthasar weiterhin auf Sagan verzichten musste. Nachdem der neu Breslauer Bischof Rudolf von Rüdesheim am 23. Dezember 1466 über König Georg ein Verdammungsurteil verhängte, kam es im April/Mai 1467 neuerlich zu kriegerischen Auseinandersetzungen zwischen den Breslauern, die von Balthasar von Sagan und Nikolaus I. von Oppeln angeführt und von der gegen Georg von Podiebrad gerichteten böhmischen Opposition unterstützt wurden. Die gegnerische Seite wurde von König Georgs Söhnen, Balthasars Bruder Johann II. und Konrad „dem Schwarzen“ von Oels angeführt. Obwohl die Breslauer am 17. April Münsterberg einnahmen und die Burg Frankenstein besetzten, wurden sie am 16. Mai von Georg von Podiebrads Sohn Viktorin geschlagen. In diesem Konflikt spielte auch der zwischen den Brüdern Balthasar und Johann II. andauernde Streit um das Herzogtum Sagan eine Rolle. Da Heinrich IX. von Glogau Balthasar seine Hilfe versagte, wurde dieser im August 1467 von Johann II. geschlagen. Trotzdem konnte im Oktober d. J. ein Abwehrbund Sagan einnehmen, weshalb Johann II. zu König Georg nach Prag floh. Heinrich XI. von Glogau, der mitten in den Kämpfen seinen verstorbenen Vater Heinrich IX. beerbt hatte, lieferte Sagan an seinen Vetter Balthasar aus. Um eine Beerbung bei seinem möglichen kinderlosen Tod zu verhindern, verheiratete sich der verwitwete Balthasar wieder.
Nachdem der ungarische König Matthias Corvinus 1469 zum (Gegen)könig von Böhmen gewählt wurde, dem Balthasars Bruder Johann II. nach anfänglichem Zögern huldigte, händigte ihm Corvinus, der sich Schlesien angeeignet hatte, erhebliche Mittel zur Anwerbung von Söldnern aus, die er zur Bekämpfung Polens einsetzen sollte. Stattdessen benutzte Johann II. diese Söldner, um Sagan einzunehmen und seinen Bruder Balthasar zu vertreiben. Diesen verbrachte er gefesselt nach Priebus und hielt ihn im Rundturm der Stadtbefestigung gefangen. Dort starb Balthasar am 15. Juli 1472. Sein Leichnam wurde in der Grablege der Glogau-Saganer Piasten, der Augustinerkirche in Sagan, beigesetzt.
Um dem Zorn des Königs Matthias zu entkommen, floh Balthasars Bruder Johann II. nach Sachsen und verkaufte am 19. Dezember 1472 das Herzogtum Sagan mit Priebus und Naumburg am Bober an die Wettiner Herzöge Albrecht den Beherzten und Ernst.